# Rejon diat´kowski
Rejon diat´kowski (ros. Дятьковский район) – jednostka administracyjna wchodząca w skład obwodu briańskiego w Rosji.
Centrum administracyjnym rejonu jest miasto Diat´kowo. Pozostałe centra administracyjne osiedli miejskich to: Bytosz, Iwot, Lubochna i Star, a centra administracyjne wiejskich osiedli: Bieriezino, Drużba, Wierchi, Niemiericzi, Słobodiszcze.